# 道の駅みずさわ
道の駅みずさわ（みちのえき みずさわ）は、岩手県奥州市水沢にある国道343号の道の駅である。愛称は川と緑の花街道。

## 施設
- 駐車場
  - 普通車：26台
  - 大型車：4台
  - 身障者用：2台
- トイレ（いずれも24時間利用可能）
  - 男：大 2器、小 4器
  - 女：4器
  - 身障者用：1器
- 公衆電話：2台
- 公衆FAX：1台
- 交流館「フロール」
  - 地場産品展示販売コーナー
  - 農産物直売所
  - レストラン「フロール」（10:00 - 20:00、12月 - 2月 11:00 - 20:00）
- 北上川河川敷広場

## 休館日
- 交流館：1月1日
- レストラン：水曜日・1月1日

## アクセス
- 国道343号
- 岩手県道197号田原折居線（=国道343号 重複区間）

## 周辺
- 岩手県道14号一関北上線
- 北上川
- 藤橋緑地